# Medicina difensiva
La medicina difensiva consiste nella pratica con la quale il medico difende se stesso contro eventuali azioni di responsabilità medico legali seguenti alle cure mediche prestate. La medicina difensiva può essere positiva o negativa.
La medicina difensiva positiva si attua con un comportamento cautelativo di tipo preventivo (assurance behaviour); in tal caso il comportamento cautelativo si esplica nel ricorso a servizi aggiuntivi diagnostici o terapeutici non necessari (analisi, visite o trattamenti), atti a:
- diminuire la possibilità che si verifichino esiti negativi per il paziente in seguito all'intervento sanitario;
- in caso di esiti negativi, preparare una documentazione che attesti che il medico ha operato secondo gli standard di cura previsti, in modo da
  - dissuadere i pazienti dalla possibilità di adire azioni legali,[5]
  - fornire una documentazione probatoria a vantaggio del medico in caso di azione legale.[6]

Il paziente vittima della medicina difensiva positiva si accolla l'onere di pratiche diagnostiche o terapeutiche non necessarie.
La medicina difensiva negativa si attua invece con l'astensione dall'intervento di cura (avoidance behaviour), nel caso in cui il medico eviti di occuparsi di determinati pazienti o di eseguire interventi ritenuti ad alto rischio, annullando la possibilità che si verifichino esiti negativi per il paziente imputabili al medico.
Il paziente vittima della medicina difensiva negativa rischia di non ricevere il trattamento necessario. Si crea il paradosso nel quale spesso da un lato un caso grave fornisce un'indicazione per un intervento, ancorché rischioso; dall'altro lato il medico tenderà ad evitare l'intervento, col risultato che il paziente più bisognoso di intervento è anche quello che più difficilmente riesce ad ottenerlo.

## Dettagli
La medicina difensiva è ritenuta un fenomeno da arginare nell'interesse del medico, del paziente e delle casse dello Stato (in Italia, infatti, la medicina difensiva positiva pesa per oltre il 10% sulla spesa sanitaria).
Evitare la possibilità di un contenzioso medico legale è la motivazione principale del porre in atto pratiche di medicina difensiva. Molto comune negli Stati Uniti, con un'incidenza variabile tra il 79% e il 93%, la medicina difensiva viene praticata specialmente nella medicina di emergenza, nei reparti di ostetricia e in altri interventi specialistici ad alto rischio. Il medico che pratica la medicina difensiva teme la crescita del numero delle denunce avvenuta negli ultimi anni, anche se l'80% di queste denunce poi risulta priva di fondamento e il paziente perde la causa.

## Rimedi
Tra i rimedi suggeriti, quelli di orientare la formazione degli studenti in medicina verso una maggiore attenzione al rapporto medico-paziente, rendere gli orari di lavoro meno stressanti per non intaccare la capacità di concentrazione del medico, favorire il ricorso alla conciliazione in caso di errori medici.
Il ricorso a strumenti stragiudiziali per la risoluzione delle controversie è divenuto indispensabile anche allo scopo di evitare l'immediato ricorso all'Autorità Giudiziaria. Non a caso, il risarcimento del danno derivante da responsabilità medica rientra tra le materie per le quali, a partire da marzo 2011, è obbligatorio tentare preventivamente la mediazione civile.
In Italia, nel 2012, il Decreto Balduzzi ha affrontato questo tema, regolando la responsabilità professionale di chi esercita professioni sanitarie per contenere il fenomeno della prescrizione di esami diagnostici inappropriati al solo scopo di evitare responsabilità civili, con gravi conseguenze sia sulla salute dei cittadini, sia sull'aumento delle liste di attesa e dei costi a carico delle aziende sanitarie.
Bisogna comunque ricordare che la medicina difensiva negativa (rifiuto di prestare assistenza medica al paziente) costituisce un illecito giuridico grave, denunciabile presso le Autorità competenti.

## Costi della medicina difensiva
Si stima che in Italia i costi della medicina difensiva si aggirino intorno ai 10000000000 € (dieci miliardi di euro), vale a dire circa il 10% della spesa sanitaria totale.